# جاك مكينتوش (لاعب كرة قدم أسترالية)
جاك مكينتوش (بالإنجليزية: Jack McIntosh)‏ هو لاعب كرة قدم أسترالية أسترالي، ولد في 26 سبتمبر 1878 في Mansfield, Victoria ‏ في أستراليا، وتوفي في 24 يونيو 1944 في Prahran ‏ في أستراليا.

## وصلات خارجية
- جاك مكينتوش على موقع AustralianFootball.com (الإنجليزية)
- جاك مكينتوش على موقع AFLtables.com (الإنجليزية)